# 圣安托万多布罗什
圣安托万多布罗什（法語：Saint-Antoine-d'Auberoche，法語發音：[sɛ̃t‿ɑ̃twan dobʁɔʃ]）是法国多尔多涅省的一个旧市镇，位于该省中东部，属于佩里格区。2017年1月1日，圣安托万多布罗什和相邻的另外5个市镇合并为新市镇巴西亚克和欧布罗什（Bassillac et Auberoche）。

## 地理
圣安托万多布罗什（45°8'31"N, 0°56'36"E）面积7.87 平方千米，位于法国新阿基坦大区多爾多涅省，该省份为法国西南部内陆省份，是法國本土面积第三大的省，大致对应佩里戈尔地区，北起顺时针与夏朗德省、上维埃纳省、科雷兹省、洛特省、洛特-加龙省、吉倫特省和滨海夏朗德省接壤。
与圣安托万多布罗什接壤的市镇（或旧市镇、城区）包括：布利斯和博恩、米亚克多布罗什、埃利亚克。
圣安托万多布罗什的时区为UTC+01:00、UTC+02:00（夏令时）。

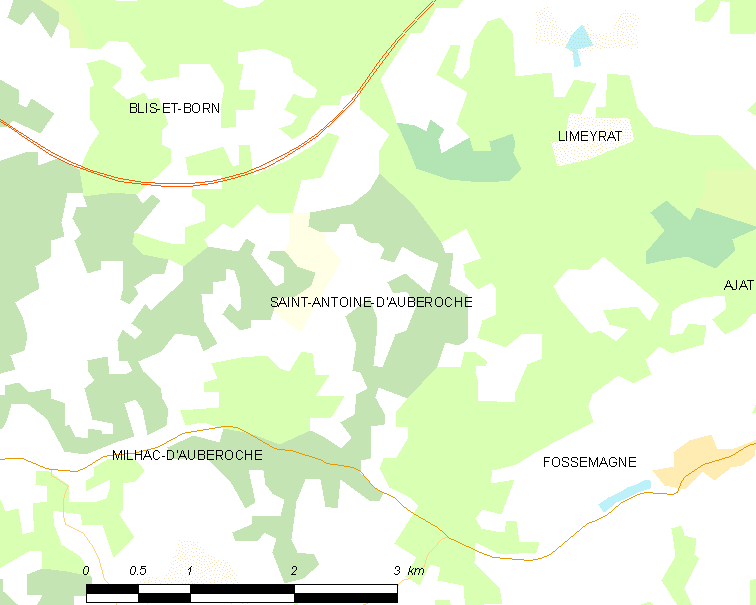
圣安托万多布罗什的OSM定位图

## 行政
圣安托万多布罗什的邮政编码为24330，INSEE市镇编码为24369。

## 政治
圣安托万多布罗什所属的省级选区为上黑色佩里戈尔县。

## 人口

1962-2008年间圣安托万多布罗什人口变化图示

圣安托万多布罗什于2018年1月1日时的人口数量为140人。